# Ikusaka
Ikusaka (生坂村, Ikusaka-mura) est un village du district de Higashichikuma, dans la préfecture de Nagano au Japon.

## Géographie

### Démographie
Au 1er juin 2016, la population d'Ikusaka s'élevait à 1 793 habitants répartis sur une superficie de 39,05 km2.